# 埃格斯豪森
埃格斯豪森是德国莱茵兰-普法尔茨州的一个市镇。总面积2.26平方公里，总人口147人，其中男性78人，女性69人（2011年12月31日），人口密度65人/平方公里。